# Wieprza
Die Wieprza (ˈvʲɛpʃa; deutsch Wipper, kaschubisch Wieprzô) ist ein 112 Kilometer langer Küstenfluss in Hinterpommern in der polnischen Woiwodschaft Pommern. Sie entspringt auf dem Pommerschen Landrücken auf 154 Metern über dem Meeresspiegel im Biallen-See (Jezioro Białe) nahe dem Dorf Głodowo (Gloddow) bei Miastko (Rummelsburg) und mündet bei Darłowo (Rügenwalde) in die Ostsee.

## Flussname Wipper
Wipper heißen in der deutschen Sprache mehrere, geographisch weit voneinander getrennte Flussläufe. Eine Abzählung, bei der auch ähnlich klingende Namen wie Wipfer berücksichtigt wurden,  hat  die Zahl fünfzehn ergeben.
Es ist vermutet worden, dass der Ursprung des  Namens in dem mittelniederdeutschen, holländischen bzw. mittelenglischen Wort für Wippen zu suchen sei. Andere nahmen eine noch ältere Herkunft an, suchten den Ursprung des Namens im Indogermanischen und übersetzen den Flussnamen als die Hüpfende.

## Verlauf

Verlauf der Wipper vom Dorf Gloddow bei Rummelsburg über das Dorf Zollbrück bis Rügenwalde und Rügenwaldermünde an der Ostsee auf einer Landkarte von 1910

Zunächst fließt die pommersche Wipper in nordwestliche Richtung, bei Schlawe (Sławno) dann nach Norden und biegt bei dem Dorf Wilhelmine (Wilkowice) nach Westen ab. Bei Rügenwaldermünde (Darłówko) fließt die Wipper in die Ostsee.
Das Einzugsgebiet der Wipper umfasst 2150 km². Die reichlichen Niederschläge erzeugen einen gleichmäßigen Wasserabfluss. Die Wipper wurde im Jahr 1928 begradigt und ihre Gesamtlänge auf 112 km reduziert. Im Jahr 1909 wurde ihre Länge noch mit 150 km angegeben, 128 km davon flößbar.
Es konnten zahlreiche Wassermühlen und sogar kleinere Elektrizitätswerke – zum Beispiel bei Ciecholub (Techlipp), Gemeinde Kępice (Hammermühle), und Biesowice (Beßwitz) im Powiat Słupski (Powiat Stolp) – betrieben werden. Heute ist nur noch der Abschnitt von Darłowo bis zur Mündung in die Ostsee für kleinere Schiffe nutzbar.

### Nebenflüsse
In die Wipper münden mehrere kleinere Nebenflüsse:
- Linke Nebenflüsse:
  - die Taukarre, die nördlich von Sławsko (Alt Schlawe), Gemeinde Sławno (Schlawe), in die Wipper mündet;
  - die Motze oder Schlawer Motze[8], die bei Malechowo (Malchow) entspringt, südlich von Słowino (Schlawin) in einem Abstand von einem Kilometer vom Ortskern in nordöstlicher Richtung vorbeifließt und bei Schlawe in die Wipper mündet;
  - die Stüdnitz  (ehemals auch Stiednitz, polnisch Studnica), die südlich von Miastko (Rummelsburg) entspringt und nordwestlich des Dorfes Broczyna (Brotzen), Gemeinde Trzebielino (Treblin),  in die Wipper mündet;
  - die Grabow (polnisch Grabowa), die hinter Rügenwalde in die Wipper mündet.

- Rechte Nebenflüsse:
  - der Krummbach, der südlich des Dorfes Łubno (Lubben), Gemeinde Kołczygłowy (Alt Kolziglow), entspringt, nördlich an dem Dorf Trzebielino  (Treblin) vorbeifließt und vor dem Dorf Broczyna (Brotzen) in die Wipper mündet;
  - die Stibnitz, die ca. sieben Kilometer  vor Darłowo (Rügenwalde) in die Wipper mündet;
  - die  Motz oder Stolper Motze[8], die bei Bruskowo Wielkie (Groß Brüskow)  entsteht und bei Pieszcz (Peest) in die Wipper mündet.